# The 50
The 50 ist ein Reality-Format, welches erstmals am 11. März 2024 bei Prime Video ausgestrahlt wurde. Das Format ist eine Adaption der französische Realityshow Les Cinquante. Der Comedian und Synchronsprecher Jan van Weyde lieh dem über die Burg herrschenden Löwen seine Stimme.

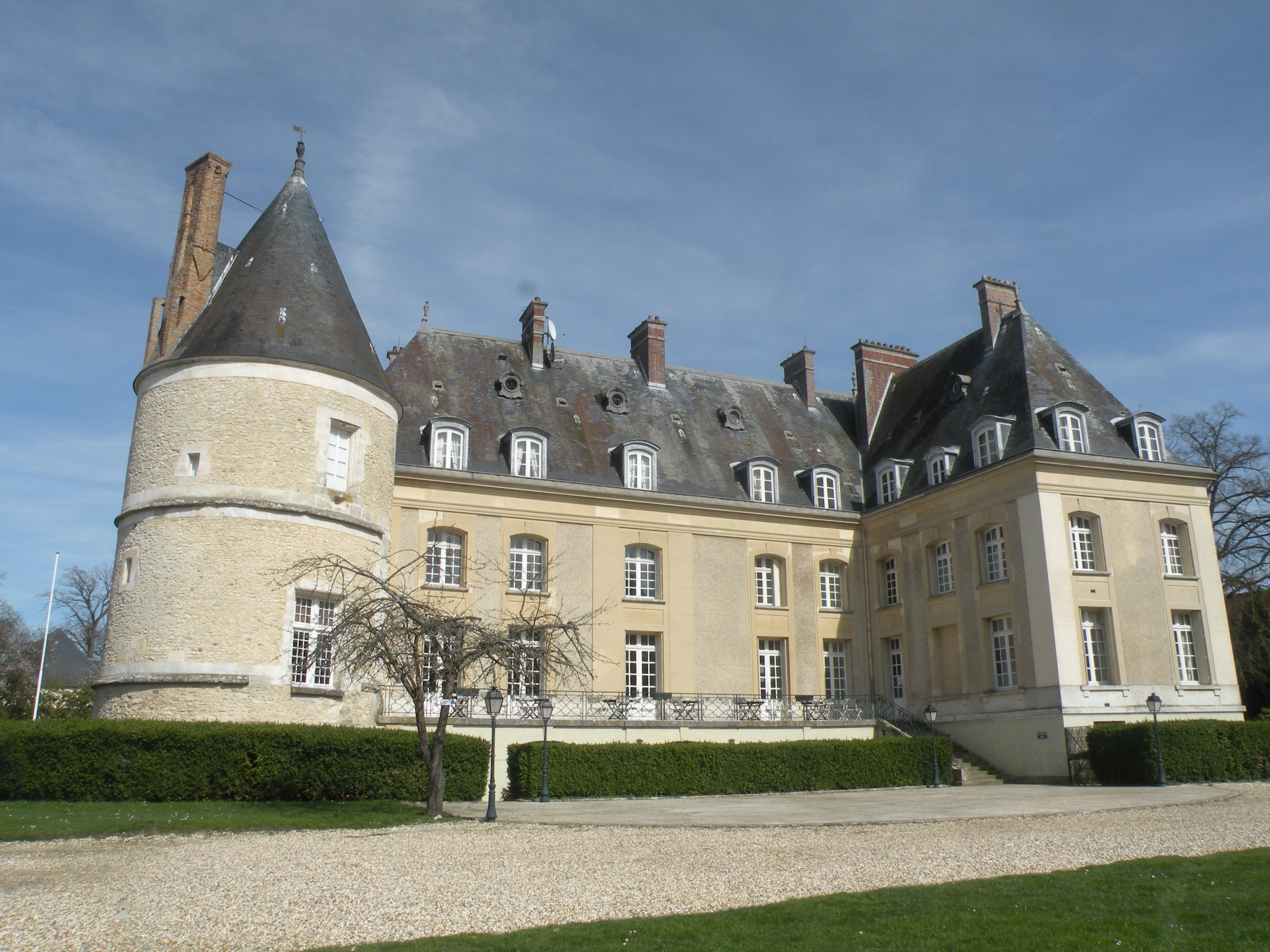
Château de Bertichères, der Drehort der ersten Staffel von The 50

## Konzept
Fünfzig Kandidaten, die ihre Berühmtheit durch Teilnahmen an verschiedenen Reality-Formaten oder auf dem Videoportal TikTok erlangten, treten auf Einladung eines geheimnisvollen Spielleiters auf dem französischen Schloss Château de Bertichères in Spielen gegeneinander an. Der Spielleiter, der mit einer goldenen Löwenmaske als Schlossherr auftritt, erhält Unterstützung durch weitere „tierische“ Mitspieler wie Hunde und Hasen sowie einen Fuchs.
Für einen ihrer Instagram-Follower können sich die 50 Teilnehmer eine Siegprämie erspielen. Zu Beginn beträgt die Jackpot-Summe 50.000 EUR. In Arena-Spielen können sich die Reality-Stars vor dem Ausscheiden retten. Die Spielsieger entscheiden anschließend, wem sie die Chance ermöglichen, weiter im Spiel zu bleiben.
Zudem bestimmt der Löwe immer mal wieder einen Spieler, um gegen den Fuchs zu spielen. Der Spieler hat die Möglichkeit, die Gewinnsumme zu erhöhen. Wird das Fuchs-Spiel verloren, schrumpft die Siegsumme. Auch in den Gruppenspielen können alle verbliebenen Kandidaten gemeinsam die Gewinnsumme erhöhen, aber auch verringern.
In Gruppenspielen, an denen alle Spielerinnen teilnehmen müssen, kann die Gewinnsumme ebenfalls vergrößert oder verringert werden. Die jeweilige Summe wird vor den Spielen bekannt gegeben. Bei den Joker-Spielen kann sich ein Spieler einen Joker erkämpfen, den er entweder für sich nutzen kann oder um andere Teilnehmer vor dem Ausscheiden zu retten.

## Staffel 1
Die erste Staffel beinhaltete 14 Folgen.
| Platz | Teilnehmer             | bekannt als | Ausscheiden in Folge      |
| ----- | ---------------------- | --- | ------------------------- |
| 1     | Paco Herb              | Gewinner von Love Island, Teilnehmer an Kampf der Realitystars – Schiffbruch am Traumstrand und Good Luck Guys | Sieger des Finalspiels    |
| 2     | Yasin Mohamed          | Teilnehmer bei Temptation Island, Germany Shore, Kampf der Realitystars – Schiffbruch am Traumstrand und Good Luck Guys | Verlierer des Finalspiels |
| 3     | Diogo Sangre           | Teilnehmer bei Temptation Island, Are You The One?, Ex on the Beach und Das Sommerhaus der Stars, Gewinner von Forsthaus Rampensau Germany | Verlierer des Finalspiels |
| 4     | Tommy Pedroni          | Teilnehmer bei Ex on the Beach, Are You The One? – Realitystars in Love, CoupleChallenge – Das stärkste Team gewinnt und Reality Backpackers | Letzter im Halbfinalspiel |
| 5     | Carina Spack           | Teilnehmerin bei Der Bachelor, Bachelor in Paradise und Promis unter Palmen, Gewinnerin von Das große Promi-Büßen | 13                        |
| 5     | Cosimo Citiolo         | Mehrfacher Teilnehmer bei Deutschland sucht den Superstar, Teilnehmer bei Big Brother, Kampf der Reality Stars, Das Sommerhaus der Stars, Ich bin ein Star – Holt mich hier raus! und Reality Backpackers                                                     | 13                        |
| 5     | Paulina Ljubas         | Ehemalige Schauspielerin bei Köln 50667, Teilnehmerin bei Ex on the Beach, Temptation Island VIP, Germany Shore und Promi Big Brother | 13                        |
| 5     | Serkan Yavuz           | Teilnehmer bei Die Bachelorette, Bachelor in Paradise, Big Brother und Prominent getrennt, Gewinner von Kampf der Realitystars und Das Sommerhaus der Stars                                                                                                   | 13                        |
| 9     | Raffa Plastic          | Influencerin, Comedian, YouTube-Star, Gastjurorin bei Drag Race Germany | 13                        |
| 10    | Cecilia Asoro          | Teilnehmerin bei Der Bachelor, Are You the One?, Prominent getrennt, Ich bin ein Star – Holt mich hier raus! und Reality Backpackers, Gewinnerin von Beauty & The Nerd                                                                                        | 11                        |
| 11    | Jenny Elvers           | Schauspielerin, Gewinnerin von Promi Big Brother, Teilnehmerin bei Ich bin ein Star – Holt mich hier raus!, Club der guten Laune und Prominent getrennt | 11                        |
| 12    | Michelle Daniaux       | Teilnehmerin bei Ex on the Beach, Prominent getrennt – Die Villa der Verflossenen, Temptation Island VIP und Good Luck Guys | 11                        |
| 13    | Daniela Büchner        | Ehemalige Darstellerim bei Goodbye Deutschland!, Teilnehmerin u. a. bei Das Sommerhaus der Stars, Ich bin ein Star – Holt mich hier raus!, Promi Big Brother und Das große Promi-Büßen                                                                        | 11                        |
| 14    | Max Bornmann           | Make Love, Fake Love-Teilnehmer, Teilnehmer bei Are You the One? | 9                         |
| 15    | Chris Broy             | Teilnehmer an Das Sommerhaus der Stars – Kampf der Promipaare, Kampf der Realitystars – Schiffbruch am Traumstrand und Beauty & The Nerd | 9                         |
| 16    | Vanessa Mariposa       | Gewinnerin bei Club der guten Laune, Teilnehmerin bei Ex on the Beach, Are You The One? und Das Sommerhaus der Stars | 9                         |
| 17    | Ehrenmannrius          | TikTok-Star | 9                         |
| 18    | Matthias Mangiapane    | Teilnehmer u. a. bei Hot oder Schrott – Die Allestester, Das Sommerhaus der Stars, Ich bin ein Star – Holt mich hier raus!, Promis unter Palmen, Das große Promi-Büßen, Promi Big Brother und Forsthaus Rampensau Germany                                     | 9                         |
| 19    | Eva Benetatou          | Teilnehmerin bei Der Bachelor, Promi Big Brother, Promis unter Palmen, Das Sommerhaus der Stars und Kampf der Realitystars – Schiffbruch am Traumstrand | 8                         |
| 20    | Sam Dylan              | Teilnehmer bei Prince Charming, Kampf der Realitystars, Promiboxen, Ich bin ein Star – Die große Dschungelshow, Promi Big Brother und Forsthaus Rampensau Germany,                                                                                            | 8                         |
| 21    | Leon Content           | TikTok-Star, Influencer | 8                         |
| 22    | Theresia Fischer       | Teilnehmerin bei Germany’s Next Topmodel, Promi Big Brother und Club der guten Laune | 8                         |
| 23    | Anna Strigl            | TikTok-Star, Influencerin, Teilnehmerin bei Too Hot to Handle Germany | 8                         |
| 24    | Giulia Siegel          | Tochter von Ralph Siegel, Model, DJane, Schauspielerin und Reality-TV-Teilnehmerin u. a. bei Ich bin ein Star – Holt mich hier raus! und Das Sommerhaus der Stars – Kampf der Promipaare, Gewinnerin von Promis unter Palmen                                  | 8                         |
| 25    | Tobias Wegener         | Teilnehmer bei Love Island, Promi Big Brother und Promis unter Palmen | 6                         |
| 26    | Christina Dimitriou    | Reality-TV-Teilnehmerin u. a. bei Temptation Island – Versuchung im Paradies, Ex on the Beach, CoupleChallenge – Das stärkste Team gewinnt und Reality Backpackers                                                                                            | 6                         |
| 27    | Nico Schwanz           | Model, Teilnehmer bei Ich bin ein Star – Holt mich hier raus! und Gewinner von Das Sommerhaus der Stars | 6                         |
| 28    | Janine Pink            | Laiendarstellerin bei Köln 50667 und Leben.Lieben.Leipzig, Siegerin von Promi Big Brother, Teilnehmerin bei Promis unter Palmen | 6                         |
| 29    | Thorsten Legat         | Fußballspieler, Teilnehmer bei Das Sommerhaus der Stars, Schlag den Star und Ich bin ein Star – Holt mich hier raus! | 4                         |
| 30    | Kate Merlan            | Reality-TV-Teilnehmerin u.a bei Newtopia, Das Sommerhaus der Stars, Kampf der Realitytstars, Promis unter Palmen und Prominent getrennt – Die Villa der Verflossenen                                                                                          | 4                         |
| 31    | Rainer Gottwald        | Boxmanager u. a. von Regina Halmich, Gewinner von Promi Big Brother | 4                         |
| 32    | Nico Legat             | Sohn von Thorsten Legat, Teilnehmer bei Temptation Island – Versuchung im Paradies | 4                         |
| 33    | Menderes Bağcı         | Dauerkandidat bei Deutschland sucht den Superstar, Gewinner von Ich bin ein Star – Holt mich hier raus!, Teilnehmer bei Promi Big Brother | 4                         |
| 34    | Djamila Rowe           | Reality-TV-Teilnehmerin u. a. bei Die Alm, Adam sucht Eva – Promis im Paradies und Ich bin ein Star – Die große Dschungelshow, Gewinnerin von Ich bin ein Star – Holt mich hier raus!                                                                         | 3                         |
| 35    | Jill Lange             | Reality-TV-Teilnehmerin, Kandidatin bei Are You the One?, Ex on the Beach und Deutschland sucht den Superstar | 3                         |
| 36    | Filip Pavlović         | Reality-TV-Teilnehmer u. a. bei Die Bachelorette und Bachelor in Paradise, Gewinner von Like Me – I’m Famous, Ich bin ein Star – Die große Dschungelshow und von Ich bin ein Star – Holt mich hier raus!                                                      | 3                         |
| 37    | Garry Secret           | TikTok-Star | 3                         |
| 38    | Nina Kristin           | Schauspielerin, Sängerin, Teilnehmerin bei Reality Queens auf Safari, Promi Big Brother und Kampf der Realitystars – Schiffbruch am Traumstrand | 3                         |
| 39    | Yasmin Vogt            | Teilnehmerin bei Der Bachelor | 3                         |
| 40    | Paul Janke             | Protagonist bei Der Bachelor, Model, Teilnehmer bei Promi Big Brother, Let’s Dance und Kampf der Realitystars | 3                         |
| 41    | Georgina Fleur         | It-Girl, Fotomodell, Teilnehmerin bei Der Bachelor, Ich bin ein Star – Holt mich hier raus!, Promi Big Brother, Kampf der Realitystars und Das Sommerhaus der Stars                                                                                           | 2                         |
| 42    | Tanja Tischewitsch     | Darstellerin bei Alles was zählt und Herz über Kopf, Teilnehmerin bei Deutschland sucht den Superstar, Ich bin ein Star – Holt mich hier raus! und Promi Big Brother                                                                                          | 2                         |
| 43    | Cora Schumacher        | Ex-Frau von Ralf Schumacher, ehemalige Rennfahrerin und Erotikmodel, Kandidatin bei Let’s Dance, Reality-TV-Teilnehmerin u. a. bei Club der guten Laune, Promi Big Brother und Ich bin ein Star – Holt mich hier raus!, Protagonistin bei Coras House of Love | 2                         |
| 44    | Candy Crash            | Dragqueen, Teilnehmerin bei Queen of Drags | 2                         |
| 45    | Manfred „Manni“ Ludolf | Darsteller bei Die Ludolfs, Gewinner von Die Alm, Teilnehmer bei Das Sommerhaus der Stars und Kampf der Realitystars – Schiffbruch am Traumstrand | 2                         |
| 46    | Gloria Glumac          | Teilnehmerin bei Temptation Island und Das große Promi-Büßen, Gewinnerin von Prominent getrennt | 2                         |
| 47    | Jasmin Herren          | Witwe von Willi Herren, Schlagersängerin, Teilnehmerin u. a. bei Der Container Exklusiv, Das Sommerhaus der Stars, Temptation Island VIP, Ich bin ein Star – Holt mich hier raus! und Forsthaus Rampensau Germany                                             | 2                         |
| 48    | Patricia Blanco        | Tochter von Roberto Blanco, Reality-TV-Teilnehmerin u. a. bei Big Brother, Ich bin ein Star – Holt mich hier raus!, Adam sucht Eva – Promis im Paradies, Das Sommerhaus der Stars – Kampf der Promipaare und Promi Big Brother                                | 2                         |
| 49    | Gisele Oppermann       | Teilnehmerin bei Germany’s Next Topmodel, Ich bin ein Star – Holt mich hier raus!, Adam sucht Eva und Das große Promi-Büßen | 2                         |
| 50    | Eric Sindermann        | Ex-Handballer und Modedesigner, Teilnehmer bei Ex on the Beach, Promi Big Brother, Das Sommerhaus der Stars und Das große Promi-Büßen | 2                         |

## Staffel 2
Nach Abschluss der Dreharbeiten wurden am 17. September 2024 die Teilnehmer der zweiten Staffel via Instagram bekanntgegeben. Zehn von ihnen, darunter Paco Herb als Gewinner, machten bereits bei Staffel 1 mit. Die Dreharbeiten der zweiten Staffel fanden in Portugal im Schloss Quinta da Torre de Santo António in Torres Novas statt.
| Platz           | Teilnehmer             | bekannt als | Ausgeschieden in Folge      |
| --------------- | ---------------------- | --- | --------------------------- |
| 1               | Raffa Plastic          | Influencerin, Comedian, YouTube-Star, Gastjurorin bei Drag Race Germany, Teilnehmerin bei The 50 | Siegerin des Finalspiels    |
| 2               | Christina Grass        | Teilnehmerin bei Der Bachelor, Bachelor in Paradise, CoupleChallenge, Das Sommerhaus der Stars und My Style Rocks Germany | Verliererin des Finalspiels |
| 3               | Cecilia Asoro          | Gewinnerin von Beauty & The Nerd, Teilnehmerin bei Der Bachelor, Are You the One?, Prominent getrennt, Ich bin ein Star – Holt mich hier raus!, Bachelor in Paradise, Reality Backpackers, The 50, Kampf der Realitystars und Promi Big Brother                                                                | 16                          |
| 3               | Chris Manazidis        | Webvideoproduzent, Teilnehmer bei Promi Big Brother, Kampf der Realitystars und Promis unter Palmen | 16                          |
| 3               | Yeliz Koç              | Gewinnerin von Promi Big Brother, Protagonistin bei Make Love, Fake Love, Teilnehmerin bei Der Bachelor, Bachelor in Paradise, Das Sommerhaus der Stars, Kampf der Realitystars, Love Island VIP und Ich bin ein Star – Holt mich hier raus!                                                                   | 16                          |
| 6               | Micaela Schäfer        | Erotikmodel, Teilnehmerin bei Germany’s Next Topmodel, Big Brother, Reality Queens auf Safari, Ich bin ein Star – Holt mich hier raus!, Das Sommerhaus der Stars und Promi Big Brother | 16                          |
| 6               | Dilara Kruse           | Spielerfrau, Ehefrau von Max Kruse, Teilnehmerin bei Promi Big Brother und CoupleChallenge, Gewinnerin bei Schlag den Star | 16                          |
| 6               | Kevin Schäfer          | Teilnehmer bei Prince Charming, Charming Boys, Good Luck Guys und Kampf der Realitystars | 16                          |
| 9               | Brenda Patea           | Influencerin, Teilnehmerin bei Germany’s Next Topmodel | 15                          |
| 10              | Dennis Lodi            | Teilnehmer bei Make Love, Fake Love | 15                          |
| 11              | Yasin Mohamed          | Teilnehmer bei Temptation Island, Germany Shore, Kampf der Realitystars, Ex on the Beach, Good Luck Guys, The 50 und Love Island VIP | 15                          |
| 12              | Ennesto Monté          | Exfreund von Helena Fürst, Teilnehmer bei Das Sommerhaus der Stars, Promis unter Palmen und Das große Promi-Büßen | 15                          |
| 13              | Micha Schüler          | Ehemaliger Fußballspieler, Gewinner von Good Luck Guys, Teilnehmer bei Are You the One?, CoupleChallenge, Germany Shore und Forsthaus Rampensau Germany | 14                          |
| 14              | Melody Haase           | Gewinnerin von CoupleChallenge, Teilnehmerin bei Deutschland sucht den Superstar, Adam sucht Eva, Ex on the Beach, Reality Backpackers, Forsthaus Rampensau Germany und Promis unter Palmen | 13                          |
| 15              | Laura Morante          | Teilnehmerin bei We Love Lloret, Are You the One? und Kampf der Realitystars | 13                          |
| 16              | Kevin „Flocke“ Platzer | Gewinner von Forsthaus Rampensau Germany, Teilnehmer bei Temptation Island VIP, Bei Gina-Lisa läuten die Hochzeitsglocken und Good Luck Guys | 13                          |
| 17              | Cosimo Citiolo         | Mehrfacher Teilnehmer bei Deutschland sucht den Superstar, Teilnehmer bei Big Brother, Kampf der Realitystars, Das Sommerhaus der Stars, Ich bin ein Star – Holt mich hier raus!, Reality Backpackers, The 50 und Forsthaus Rampensau Germany, Gewinner von Promis unter Palmen                                | 12                          |
| 18              | Paco Herb              | Gewinner von Love Island und The 50, Teilnehmer bei Kampf der Realitystars, Are You the One?, Good Luck Guys, RTL Turmspringen und Fame Fighting | 11                          |
| 19              | Nathalie Gaus          | Verlobte von Cosimo Citiolo, Teilnehmerin bei Das Sommerhaus der Stars | 11                          |
| 20              | Ariel Hediger          | Teilnehmerin bei Love Fool | 11                          |
| 21              | Mike Heiter            | Gewinner von Das Sommerhaus der Stars, Teilnehmer bei Love Island, Ich bin ein Star – Die große Dschungelshow, Kampf der Realitystars, Are You the One?, Fame Fighting, Ich bin ein Star – Holt mich hier raus! und Promi Big Brother                                                                          | 9                           |
| 22              | Aleks Petrovic         | Teilnehmer bei Love Island, Are You the One?, Ex on the Beach , CoupleChallenge, Temptation Island VIP, Das Sommerhaus der Stars, Fame Fighting und Kampf der Realitystars | 9                           |
| 23              | Lukas Baltruschat      | Teilnehmer bei Die Bachelorette, Kampf der Realitystars, Prominent getrennt und Are You the One? | 9                           |
| 24              | Marco Strecker         | Influencer, Teilnehmer bei Promi Big Brother | 9                           |
| 25              | Jenny Elvers           | Schauspielerin, Gewinnerin von Promi Big Brother, Teilnehmerin bei Ich bin ein Star – Holt mich hier raus!, Club der guten Laune, Prominent getrennt, The 50 und Kampf der Realitystars | 9                           |
| 26              | Silva Gonzalez         | Sänger, Mitglied der Band Hot Banditoz, Teilnehmer bei Ich bin ein Star – Holt mich hier raus!, Prominent getrennt und Kampf der Realitystars | 9                           |
| 27              | Gina-Lisa Lohfink      | Teilnehmerin bei Germany’s Next Topmodel, Ich bin ein Star – Holt mich hier raus!, Adam sucht Eva, Kampf der Realitystars und Forsthaus Rampensau Germany, Protagonistin bei Bei Gina-Lisa läuten die Hochzeitsglocken                                                                                         | 7                           |
| 28              | Matthias Mangiapane    | Teilnehmer bei Hot oder Schrott, Das Sommerhaus der Stars, Ich bin ein Star – Holt mich hier raus!, Das perfekte Promi-Dinner, Promis unter Palmen, Das große Promi-Büßen, Kampf der Realitystars, Promi Big Brother, Forsthaus Rampensau Germany und The 50, Protagonist bei Hubert & Matthias - Die Hochzeit | 7                           |
| 29              | Iris Klein             | Mutter von Daniela Katzenberger und Jenny Frankhauser, Teilnehmerin bei Big Brother, Goodbye Deutschland! Die Auswanderer, Ich bin ein Star – Holt mich hier raus!, Das Sommerhaus der Stars, Kampf der Realitystars, Promi Big Brother, Promis unter Palmen und CoupleChallenge                               | 7                           |
| 30              | Sam Dylan              | Teilnehmer bei Prince Charming, Kampf der Realitystars, Ich bin ein Star – Die große Dschungelshow, Promi Big Brother, Forsthaus Rampensau Germany und The 50, Gewinner von Das Sommerhaus der Stars und Das große Promi-Büßen                                                                                 | 7                           |
| 31              | Leyla Lahouar          | Teilnehmerin bei Ex on the Beach, Der Bachelor, Bachelor in Paradise, Ich bin ein Star – Holt mich hier raus!, Destination X und Let’s Dance, Gewinnerin von Promi Big Brother | 6                           |
| 32              | Kader Loth             | Gewinnerin von Die Alm, Teilnehmerin bei Big Brother, Die Burg, Wild Girls, Ich bin ein Star – Holt mich hier raus!, Kampf der Realitystars, Das Sommerhaus der Stars, Temptation Island VIP und Ich bin ein Star – Showdown der Dschungel-Legenden                                                            | 6                           |
| 33              | Claudia Obert          | Modedesignerin, Protagonistin bei Claudias House of Love, Teilnehmerin bei Promi Big Brother, Promis unter Palmen, Kampf der Realitystars und Das Sommerhaus der Stars | 6                           |
| 34              | Ismet "Isi" Atli       | Ehemann von Kader Loth, Teilnehmer bei Das Sommerhaus der Stars und Temptation Island VIP | 6                           |
| 35              | Zoe Saip               | Teilnehmerin bei Germany’s Next Topmodel, Kampf der Realitystars, Ich bin ein Star – Die große Dschungelshow, Are You the One?, Good Luck Guys, Match in Paradise und Forsthaus Rampensau | 6                           |
| 36              | Marco Cerullo          | ehemaliger Laiendarsteller bei Krass Schule – Die jungen Lehrer, Teilnehmer bei Die Bachelorette, Bachelor in Paradise, Ich bin ein Star – Holt mich hier raus!, CoupleChallenge, Das Sommerhaus der Stars und RTL Turmspringen                                                                                | 6                           |
| 37              | Georgina Fleur         | Gewinnerin bei Ich bin ein Star – Showdown der Dschungel-Legenden, Teilnehmerin bei Der Bachelor, Ich bin ein Star – Holt mich hier raus!, Promi Big Brother, Kampf der Realitystars, Das Sommerhaus der Stars und The 50                                                                                      | 5                           |
| 38              | Christina Dimitriou    | Teilnehmerin bei Temptation Island, Ex on the Beach, Ich bin ein Star – Die große Dschungelshow, CoupleChallenge, Reality Backpackers, The 50 und Das große Promi-Büßen | 3                           |
| 39              | Laura Lettgen          | Teilnehmerin bei Love Island, Are You the One? und CoupleChallenge | 3                           |
| 40              | Tara Tabitha           | Gewinnerin von Reality Backpackers, Teilnehmerin bei Saturday Night Fever, Ex on the Beach, Ich bin ein Star – Holt mich hier raus!, Forsthaus Rampensau und Are You the One? | 3                           |
| 41              | Verena Kerth           | Radiomoderatorin, Exfreundin von Marc Terenzi, Teilnehmerin bei Stars auf Eis, Ich bin ein Star – Holt mich hier raus! und Promi Big Brother | 3                           |
| 42              | Milo Moiré             | Nackt-Perfomancekünstlerin, Teilnehmerin bei Promi Big Brother | 3                           |
| 43              | Christin Okpara        | Teilnehmerin bei Are You the One?, CoupleChallenge, Das große Promi-Büßen und Beauty & The Nerd | 3                           |
| 44              | Paulina Ljubas         | Teilnehmerin bei Temptation Island VIP, Ex on the Beach, Germany Shore, Promi Big Brother und The 50, Gewinnerin von CoupleChallenge | 2                           |
| 45              | Sandra Sicora          | Teilnehmerin bei Ex on the Beach, CoupleChallenge, Temptation Island VIP, Are You the One?, Prominent getrennt und Reality Queens | 2                           |
| 46              | Nikola Glumac          | Gewinner von Prominent getrennt, Teilnehmer bei Temptation Island, Are You the One? und Promis unter Palmen | 2                           |
| 47              | Jürgen Milski          | Teilnehmer bei Big Brother, Let’s Dance, Ich bin ein Star – Holt mich hier raus!, Kampf der Realitystars und Promi Big Brother | 2                           |
| 48              | Oliver Sanne           | Mister Germany 2017, Protagonist bei Der Bachelor, Teilnehmer bei Bachelor in Paradise, Kampf der Realitystars, Ich bin ein Star – Die große Dschungelshow und Das Sommerhaus der Stars | 2                           |
| 49              | Ryan Wöhrl             | Teilnehmer bei Are You the One? und Ex on the Beach | 2                           |
| 50              | Patrick Romer          | Protagonist bei Bauer sucht Frau, Teilnehmer bei CoupleChallenge und Das große Promi-Büßen, Gewinner von Das Sommerhaus der Stars | 2                           |
| 51              | Xander Stephinger      | Gewinner von Make Love, Fake Love | 2                           |
| Anmerkungen: 1. |                        | |                             |